# 成せば成るのさ 七色卵
「成せば成るのさ 七色卵」（なせばなるのさ なないろたまご）は、T-Pistonz+KMCの9枚目のシングル。2011年10月26日にFRAMEから発売された。
通常盤の初回生産分には『イナズマイレブンGO』カードゲームプロモカード（松風天馬）が封入されている。

## 収録曲
全編曲：菊谷知樹
1. 成せば成るのさ 七色卵 [4:07]
  - 作詞・作曲：TPK、ブラスアレンジ：竹上良成
  - テレビ東京系列アニメ『イナズマイレブンGO』OPテーマ（第19話 - 第33話）
2. がってんだっしょ! [3:58]
作詞・作曲：山崎徹・KMC
3. 成せば成るのさ 七色卵（オリジナル・カラオケ）
4. がってんだっしょ!（オリジナル・カラオケ）

## DVD（初回限定盤）
1. 成せば成るのさ 七色卵（アニメオープニングVer.）
2. 成せば成るのさ 七色卵（ミュージックビデオ）
3. 成せば成るのさ 七色卵（ダンスレクチャービデオ~ダンスVer.）

## 発売記念イベント
シングル発売を記念し、各地で発売記念イベントが行われた。
| 公演日         | 都道府県 | 会場                      | 形態 | 備考  |
| -------------- | -------- | ------------------------- | ---- | ----- |
| 2011年10月29日 | 東京都   | サンシャインシティ        |      | [ 1 ] |
| 10月30日       | 愛知県   | アスナル金山              |      | [ 1 ] |
| 11月3日        | 東京都   | 東京ドームシティ ラクーア |      | [ 1 ] |
| 11月5日        | 大阪府   | アリオ八尾                |      | [ 1 ] |
| 11月6日        | 神奈川県 | ビナウォーク              |      | [ 1 ] |